# Believe in Nothing
Believe in Nothing è l'ottavo album in studio del gruppo musicale britannico Paradise Lost, pubblicato nel 2001 dalla EMI.

## Tracce
1. I Am Nothing – 4:01
2. Mouth – 3:45
3. Fader – 3:57
4. Look at Me Now – 3:38
5. Illumination – 4:31
6. Something Real – 3:35
7. Divided – 3:27
8. Sell It to the World – 3:11
9. Never Again – 4:38
10. Control – 3:29
11. No Reason – 3:14
12. World Pretending – 4:28

## Formazione
- Nick Holmes – voce
- Gregor Mackintosh – prima chitarra
- Aaron Aedy – chitarra ritmica
- Steve Edmunson – basso
- Lee Morris – batteria